# 10155 Numaguti
10155 Numaguti (1994 VZ2) là một tiểu hành tinh vành đai chính được phát hiện ngày 4 tháng 11 năm 1994 bởi K. Endate và K. Watanabe ở Kitami. Nó được đặt theo tên Japanese meteorologist Atusi Numaguti (1963–2001).